# Ascorhynchus crenatus
Ascorhynchus crenatus is een zeespin uit de familie Ascorhynchidae. De soort behoort tot het geslacht Ascorhynchus. Ascorhynchus crenatus werd in 1992 voor het eerst wetenschappelijk beschreven door Child. 